# حونفر

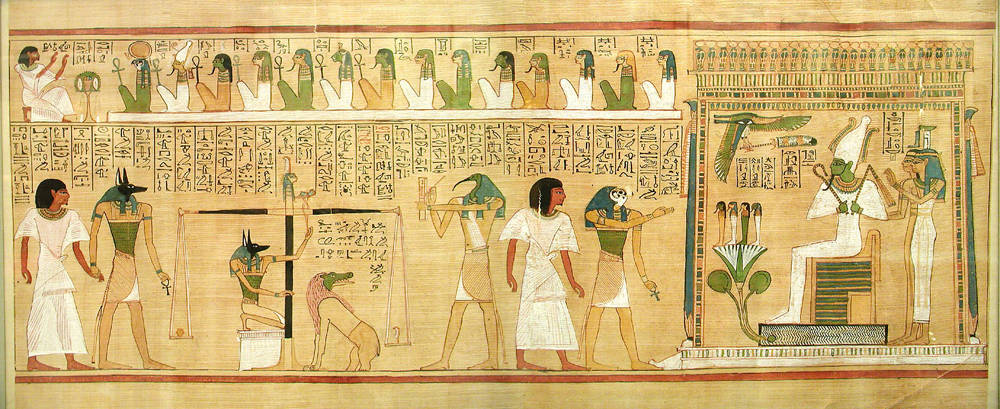
صحنه‌ای از لحظهٔ آزمون و قضاوت در کتاب مردگان. درسه صحنه از این کتاب (نسخهٔ ۱۳۰۰ پیش از میلاد)، مرد مُرده‌ای (که «حونفر» است) توسط «آنوبیس» به سالن آزمون برده می‌شود. در صحنهٔ بعدی قلب او را بر روی ترازویی وزن می‌کنند و «آموت» منتظرِ نتیجهٔ آزمون است؛ در حالی که «تحوت» همه چیز را ثبت می‌کند. سپس «حونفر» که سربلند از این آزمون بیرون آمده، توسط «حوروس» به نزدِ «ازیریس» برده می‌شود که در معبدش و در حضورِ «ایزیس» و «نفتیس» نشسته است. (موزه بریتانیا)

حونفر (انگلیسی: Hunefer؛ زنده و فعال در سالِ ۱۳۰۰ از گاه‌شماری دوران مشترک) یک کاتب مشهور در دوران دودمان نوزدهم مصر باستان است.
او مالک «پاپیروس حونفر» (نسخه‌ای از کتاب مردگان) بود که نمونه‌ای کلاسیک از این کتاب محسوب می‌شود.
وی همچنین «کاتب پیشکش‌های الهی» و «ناظر گلهٔ احشام سلطنتی» و پیشکارِ فرعون «ستی یکم» بود.